# Voodoo People
 (février 2018).
Si vous disposez d'ouvrages ou d'articles de référence ou si vous connaissez des sites web de qualité traitant du thème abordé ici, merci de compléter l'article en donnant les références utiles à sa vérifiabilité et en les liant à la section « Notes et références ».
Singles de The Prodigy
No Good (Start the Dance)
(1994) Poison
(1995)
Clip vidéo
[vidéo] « Voodoo People », sur YouTube
Pistes de Music for the Jilted Generation
Full Throttle
(4) Speedway (Theme from Fastlane))
(6)
Voodoo People est la cinquième chanson de l'album Music for the Jilted Generation du groupe anglais de musique électronique The Prodigy, sortie en 1994. Il sort le 12 septembre 1994 comme étant le troisième single de leur second album, et le huitième single du groupe. Il est également sortie en format vinyle douze pouces (12"), ainsi qu'en format EP aux États-Unis en 1995 sur le label anglais Mute Records.
L'extrait vocal sur ce morceau, qui dit "The voodoo who do what you don't dare do people" (traduction: Le vaudou qui fait ce que vous n'osez pas faire) est un extrait du poème vocal The Shalimar du poète américain Gylan Kain. Le riff principal de la musique est basé sur un extrait de la chanson Very Ape de Nirvana, sur l'album In Utero.
En 2005, le titre ressort en single sous le nom Voodoo People / Out of Space comme étant le dix-septième single du groupe, ainsi que le seul single pour l'album compilation du groupe, intitulé Their Law: The Singles 1990-2005. Dans ce single figure le remix de Voodoo People du groupe australien de drum and bass Pendulum avec la collaboration de Tom Morello, guitariste américain connu pour avoir joué dans les groupes tels que Rage Against The Machine, Audioslave et Prophets of Rage.

## Liste des titres
1. Voodoo People (Edit) - 4:05
2. Voodoo People (Dust Brothers Remix) - 5:56
3. Goa (The Heat The Energy Part 2) - 6:04
4. Voodoo People (Original Mix) - 6:28